# Перрісбург (переписна місцевість, Нью-Йорк)
Перрісбург (англ. Perrysburg) — переписна місцевість (CDP) в США, в окрузі Каттарогус штату Нью-Йорк. Населення — 346 осіб (2020).

## Географія
Перрісбург розташований за координатами 42°27′30″ пн. ш. 79°0′4″ зх. д. / 42.45833° пн. ш. 79.00111° зх. д. (42.458422, -79.001067).  За даними Бюро перепису населення США в 2010 році переписна місцевість мала площу 2,56 км², з яких 2,55 км² — суходіл та 0,01 км² — водойми.

## Демографія
Згідно з переписом 2010 року, у селищі мешкала 401 особа в 133 домогосподарствах у складі 81 родини. Густота населення становила 157 осіб/км².  Було 152 помешкання (59/км²).
Расовий склад населення:
| - 90,8 % — білих - 3,7 % — корінних американців - 1,7 % — чорних або афроамериканців - 0,2 % — азіатів |

До двох чи більше рас належало 3,5 %. Частка іспаномовних становила 1,0 % від усіх жителів.
За віковим діапазоном населення розподілялося таким чином: 23,4 % — особи молодші 18 років, 63,6 % — особи у віці 18—64 років, 13,0 % — особи у віці 65 років та старші. Медіана віку мешканця становила 42,3 року. На 100 осіб жіночої статі у селищі припадало 95,6 чоловіків;  на 100 жінок у віці від 18 років та старших — 93,1 чоловіків також старших 18 років.
Середній дохід на одне домашнє господарство  становив 57 330 доларів США (медіана — 40 714), а середній дохід на одну сім'ю — 72 958 доларів (медіана — 77 500). За межею бідності перебувало 12,9 % осіб, у тому числі 22,5 % дітей у віці до 18 років та 1,6 % осіб у віці 65 років та старших.
Цивільне працевлаштоване населення становило 138 осіб. Основні галузі зайнятості: освіта, охорона здоров'я та соціальна допомога — 28,3 %, виробництво — 22,5 %, публічна адміністрація — 17,4 %.